# Cantone di Tosagua
Il Cantone di Tosagua è un cantone dell'Ecuador che si trova nella Provincia di Manabí.
Il capoluogo del cantone è Tosagua.